# Ahhotep I
Ahhotep I var drottning (stor kunglig hustru) och möjligen regent under Egyptens sjuttonde dynasti, cirka 1560–1530 f.Kr. Hon var dotter till farao Senakhtenre Ahmose och drottning Tetisheri, gift med sin bror farao Seqenenre Tao, och mor till farao Ahmose och drottning Ahmose-Nefertari. Hon förmodas ha varit regent under sin son farao Ahmoses omyndighet. Hon kan också ha styrt Tebe som ställföreträdande regent under sin sons frånvaro, under hans många krigståg.
Drottning Ahhotep I var berömd för sitt framgångsrika försvar av staden Tebe, då det vid okänd tidpunkt attackerades. Händelsen beskrivs i en hyllningstext på en stele: 
"Hon är den som har fulländat riterna och tagit hand om Egypten... Hon har tagit hand om hennes [Egyptens] soldater, hon har bevarat henne, hon har återfört hennes flyktingar och samlat ihop hennes desertörer, hon har pacificerat Övre Egypten och förvisat hennes rebeller..."